# Угэдэй
Угэдэй, Огодай, Огодэй (монг. Өгэдэй хаан?, ᠥᠭᠦᠳᠡᠢ 
ᠬᠠᠭᠠᠨ?; кит. 窝阔台; ок. 1186 — 11 декабря 1241) — третий сын Чингисхана и Бортэ и преемник своего отца в качестве каана (великого хана) Монгольской империи (1229—1241). Чингисхан ещё задолго до смерти избрал Угэдэя в качестве преемника, а в сентябре 1229 года этот выбор был утверждён курултаем; до этого момента империей управлял в качестве регента его младший сын Толуй. Угэдэй-каан провёл ряд успешных административных реформ и продолжил экспансионистскую политику Чингисхана. Подобно другим его сыновьям, участвовал в походах на Северный Китай и Среднюю Азию. До избрания великим ханом был правителем Угэдэйского улуса.

## Личность
Угэдэй был известен способностью влиять на сомневающихся в любой дискуссии, в которой он участвовал, в силу своей личности. Он был физически развит и умён, обладал устойчивым и спокойным характером. Собственно, он был избран преемником отца, обойдя двух старших братьев: когда в 1219 году Есуй — одна из супруг Чингисхана, собравшегося идти войной в Среднюю Азию на Хорезм, — потребовала определиться с наследником на случай, если с ним что-нибудь случится. Поскольку Чингисхан поначалу предложил в качестве наследника Джучи, то это вызвало ссору между братьями: когда Чагатай напомнил о сомнительности происхождения Джучи, между братьями завязалась драка прямо в присутствии хана. После того, как их растащили, было решено назначить наследником Угэдэя, а Джучи и Чагатаю, во избежание вражды между ними, выделить в будущем в управление разные земли. Угэдэй (Октай) находился под сильным влиянием своего старшего брата Чагатая (Джагатая); последнему достался в удел Туркестан, но тот предпочитал жить при дворе Октая.
«Сокровенное сказание» приписывает Угэдэй-хану следующие слова:
Взойдя на родительский великий престол, вот что совершил я после деяний государя и родителя. Я окончательно покорил Лихудский народ (Гиньское царство) — это во-первых. Во-вторых, я учредил почтовые станции для ускорения передвижения наших послов, а также и для осуществления быстрейшей доставки всего необходимого. В-третьих, я приказал устроить колодцы в безводных землях, чем доставлю народу воду и корма, и, наконец, учредив должности алгинчинов и танмачинов, установил полный покой и благоденствие для всего государства. Итак, я прибавил четыре своих дела к деяниям своего родителя, государя.
Угэдэй имел репутацию пьяницы (в чём признавался и сам), злоупотреблявшего алкоголем — к тому же, не традиционным монгольским напитком айраком (перебродившее кобылье молоко), а вином. Его свита, из медицинских соображений предписав Угэдэю потреблять меньше кубков вина в день, назначила специального чиновника, в обязанность которого входило считать выпитые ханом чары; однако снижение их количества означало лишь что Угэдэй раздобыл себе кубок побольше.
Другой особо выделяемой чертой его характера были проявления широты натуры. Накопив огромные награбленные в военных походах богатства, хан легко расставался с ними и подчас раздавал случайным людям всё, что только попадется под руку. Пытавшихся воспрепятствовать этому транжирству чиновникам и родственникам Угэдэй отвечал, что всё равно покинет этот мир, и единственное, что от него останется, будет память людей. Всё это создало представление историков о хане как о, хоть и своевольном, но добродушном и уживчивом самодержце. 

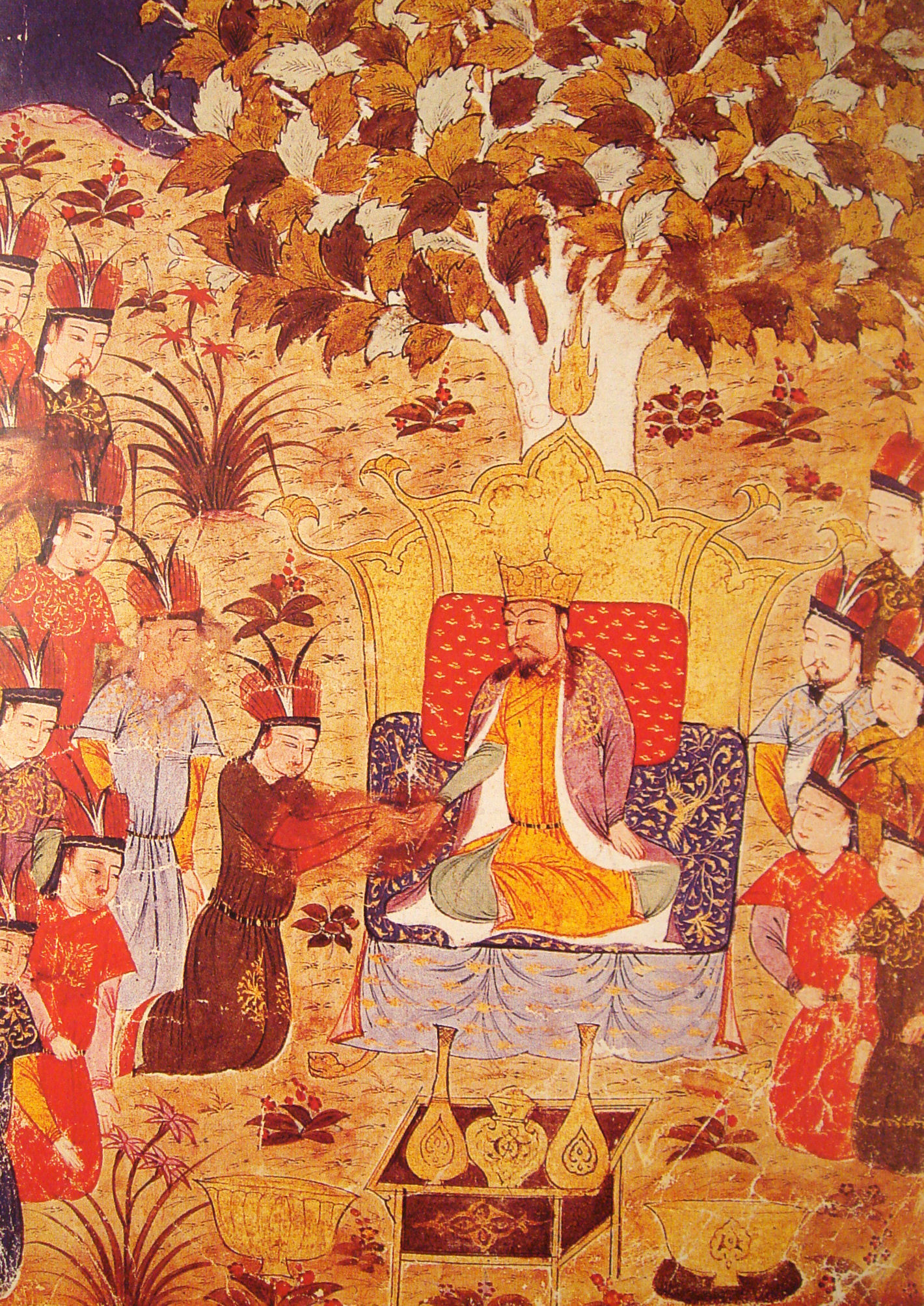
Возведение Угэдэя на престол. Миниатюра из Джами ат-таварих Рашид ад-Дина, XIV век

Из этой картины выбивается ряд эпизодов жестокостей Угэдэя — ритуальное жертвоприношение сорока красавиц из знатных семей после избрания его ханом на могиле Чингисхана, а также массовое изнасилование 4 тысяч незамужних ойратских женщин и девочек старше 7 лет на глазах их родных, о котором сообщает Джувейни. Объясняя это тем, что ойраты отказались отправить девушек в гарем Угэдэя. И по словам Джувейни, Угэдэй это сделал не из за сексуальной развратности как таковой, а для укрепления власти над ойратскими племенами.

## Завоевания
После избрания на царство Угэдэй решил завершить начатые его отцом завоевания. На юго-западе Хорезм давно пал, но последний хорезмшах Джелал ад-Дин Мангуберди лелеял мысли восстановить утраченную его отцом Ала ад-Дином Мухаммедом II империю — и вёл успешные кампании в Северном Иране и Закавказье. Великий хан отправил против него своего военачальника Чормагана, выступившего из Бухары с как минимум 30-тысячной армией.
На юго-востоке Угэдэй, намереваясь закончить дело своего отца — монгольско-цзиньскую войну с чжурчжэньским государством Цзинь — разгромом противника, отверг просьбу прибывшего цзиньского посольства о мире и вместе с Толуем лично направился во главе мощных армий в поход на Северный Китай. Монголы наступали в двух направлениях: на Шаньси (эту группу вёл сам Угэдэй, с ним были Толуй и Мунке) и на Шэньси (этой группой командовал Субэдэй). В начале 1231 года перед их войсками пали осаждённый Фэнсян, Лоян, Хэчжун и ряд других городов. После этого Угэдэй, спасаясь от летней жары, вернулся на север, а войска остались под командованием Толуя. После своего возвращения к войскам поздней осенью 1231 года Угэдэй, выступив из Хэчжуна, в начале 1232 года переправился через Хуанхэ у Хэцина и вновь соединился с армией младшего брата, после чего объединённая монгольская армия через Чжэнчжоу двинулась на южную столицу Цзинь — Бяньцзинь (Кайфын), который был взят после затяжной (почти годичной) осады. Когда завоевание Северного Китая было в целом завершено Угэдэй окончательно вернулся в свою ставку в Монголию, оставив в качестве наместника выдающегося воина Субэдэя.
Хотя сам Угэдэй после этой кампании в Северном Китае в 1232 году лично больше не руководил боевыми действиями, завоевательная политика на окраинах Монгольской империи не ослабевала:
- Отправленная в 1229 году армия нойона Чормагана, разбив последнего хорезмшаха Джелал ад-Дина при Ширкебуте (Мугань) в 1231 году[8], занялась завоеванием подчинённых тем территорий (включая Грузию, Армению и Азербайджан) и к 1236 году полностью покорила Закавказье[9]. Следом началось монгольское завоевание Анатолии.
- К 1234 году, когда поход возглавил наследник Угэдэя Гуюк, завершено завоевание Цзиньской империи (император отрёкся от престола в пользу своего племянника, который погиб при обороне последней цзиньской столицы Цайчжоу, а сам он покончил с собой) — таким образом, в руках монголов оказался весь нынешний Северный Китай.
- Началось монгольское завоевание империи Южная Сун на юге Китая: сунский император Ли-цзун, выступавший союзником монголов в войне против Цзинь, в 1234 году занял ряд дополнительных территорий сверх полагавшихся, в отместку за что монголы затопили почти всю южнокитайскую армию, открыв плотины на реке Хуанхэ. Развязанная монголами «малая война» 1235—1237 годов заставила сунцев запросить перемирия, в целом продлившегося на протяжении 1238—1251 годов.
- Был совершён ряд походов в Корё, в результате третьего из которых в 1238 году корейский государь (ван) сдался и выразил покорность монгольскому хану. Монголы отступили в обмен на соглашение о том, что Корё пошлёт в Монголию царственную семью в качестве заложников (хотя первоначально корейцы отправили вместо царских родственников подставных людей). С кампаниями против Корё и Цзинь связано также «умиротворение» Гуюком в 1233 году второго чжурчжэньского государства — Восточное Ся (Дон Нюжен), чьё войско было разгромлено, а основатель Пусянь Ваньну убит.
- 1236—1242: масштабный поход на Запад (в Восточную и Центральную Европу) во главе с чингизидами Батыем и Каданом и военачальником Субэдэем. Завоёваны Волжская Булгария, ряд русских княжеств, покорены кыпчаки, разорены Польша и Венгрия. Считается, что смерть Угэдэя в Каракоруме способствовала окончанию похода, так как Батый с войском стремились принять участие в избрании нового хана.

- При Угэдэе начались монгольские вторжения в Индию: в 1235 году монголы захватили Кашмир, а в 1241 году совершили вторжение в долину Инда и захватили Лахор, контролировавшийся Делийским султанатом.

## Реформы
Весной 1235 года в местности Талан-даба был созван великий курултай для подведения итогов тяжёлых войн с империей Цзинь и Хорезмом. Было принято решение вести дальнейшее наступление по четырём направлениям: на запад — против половцев, булгар и русских; на восток — против Корё; на юг — против китайской империи Сун; на юго-запад — на Ближний Восток. На Курултае 1235 года Угэдэй не только представил программу последующих завоеваний, но и законодательно утвердил принятые ещё Чингисханом постановления, ярлыки и пайцзы). Среди реформ, предпринятых Угэдэем, следующие:
- Организована почтовая служба (ям).
- Произведена перепись населения.
- Усовершенствована налоговая система.
- Развита система коммуникаций.
- Дополнена Великая Яса Чингисхана.
- Закончена постройка столицы империи — Каракорума.

К управлению при Угэдее активно привлекались представители местной знати и чиновничества: так, наместником Мавераннахра, чьё влияние простиралось на Среднюю Азию и Иран, был назначен хорезмиец Махмуд Ялавач, а представитель киданьской династии Елюй Чуцай развернул свою деятельность в качестве главного советника по китайским делам.
В итоге, в администрации хана образовались три группировки:
- Христиане несторианского обряда из числа восточных тюрок (канцлер Чинкай, кераит или уйгур по происхождению);
- Мусульмане из числа хорезмийцев (Махмуд Ялавач и его сын Масуд-бек);
- Конфуцианцы из числа северокитайских народов (важнейший придворный Елюй Чуцай — представитель киданьского рода Елюй).

Хотя сам Угэдэй оставался приверженцем традиционного шаманизма и тенгрианства, однако политику веротерпимости проводил не менее последовательно, чем его отец.
Наряду с дворцами в Каракоруме, Угэдэй приказал построить молельные дома для буддистов, мусульман, христиан и даосов. В изложении различных источников во всём переплетении многочисленных религиозных тенденций подчёркивались именно те, которые близки по вероисповедания их авторам.

## Смерть
Обстоятельства смерти Угэдэя подробно описаны Рашид-ад-Дином: его тяжёлая болезнь, последующее частичное выздоровление, выезд в декабре 1241 года на зимнюю охоту вопреки запретам врачей и ночная пирушка в обществе мусульманина-откупщика Абдурахмана, которая в конечном итоге и привела к его кончине.
Несмотря на то, что Угэдэй перед смертью назначил своим наследником внука Ширамуна, вдова хана Дорегене и её сыновья решили возвести на трон Гуюка, который к тому времени ещё не вернулся из западного похода, и Тэмугэ-отчигин, младший брат Чингиса, предпринял неудачную попытку захватить власть. Однако и после возвращения Гуюка долгое время не удавалось собрать на курултай всех князей-чингизидов — его недруг Бату-хан (Батый), старший среди потомков Чингисхана, не спешил являться в Монголию. В период междуцарствия до проведения курултая (1242—1246) регентство осуществляла Дорегене. Уже в ближайшие после смерти Угэдэя годы многие его потомки пали жертвой насильственной смерти в ходе борьбы гаремных группировок. Единая империя постепенно приближалась к развалу, основы чего были заложены уже разделением улусов между сыновьями Чингисхана и возрастанием при Угэдэе их самостоятельности — например, в случае Улуса Джучи (Золотой Орды).

## Семья
Согласно Рашид ад-Дину, жёнами Угэдэя были:
- Буракчин — старшая жена;
- Дорегене (Туракина-хатун) из племени меркит. От неё сыновья: Гуюк-хан, Кутан, Кучу, Корачар, Хаши;
- Мука (Муге);
- Джачин — енисейская кыргызка[11].

Сыновья Угэдэя от наложниц:
- Кадан-огул — от наложницы по имени Эркинэ (воспитывался в ставке Чагатая);
- Мелиг — от наложницы Эркинэ (сына воспитывал в ставке Угэдэя Данишменд-хаджиб).

## Память

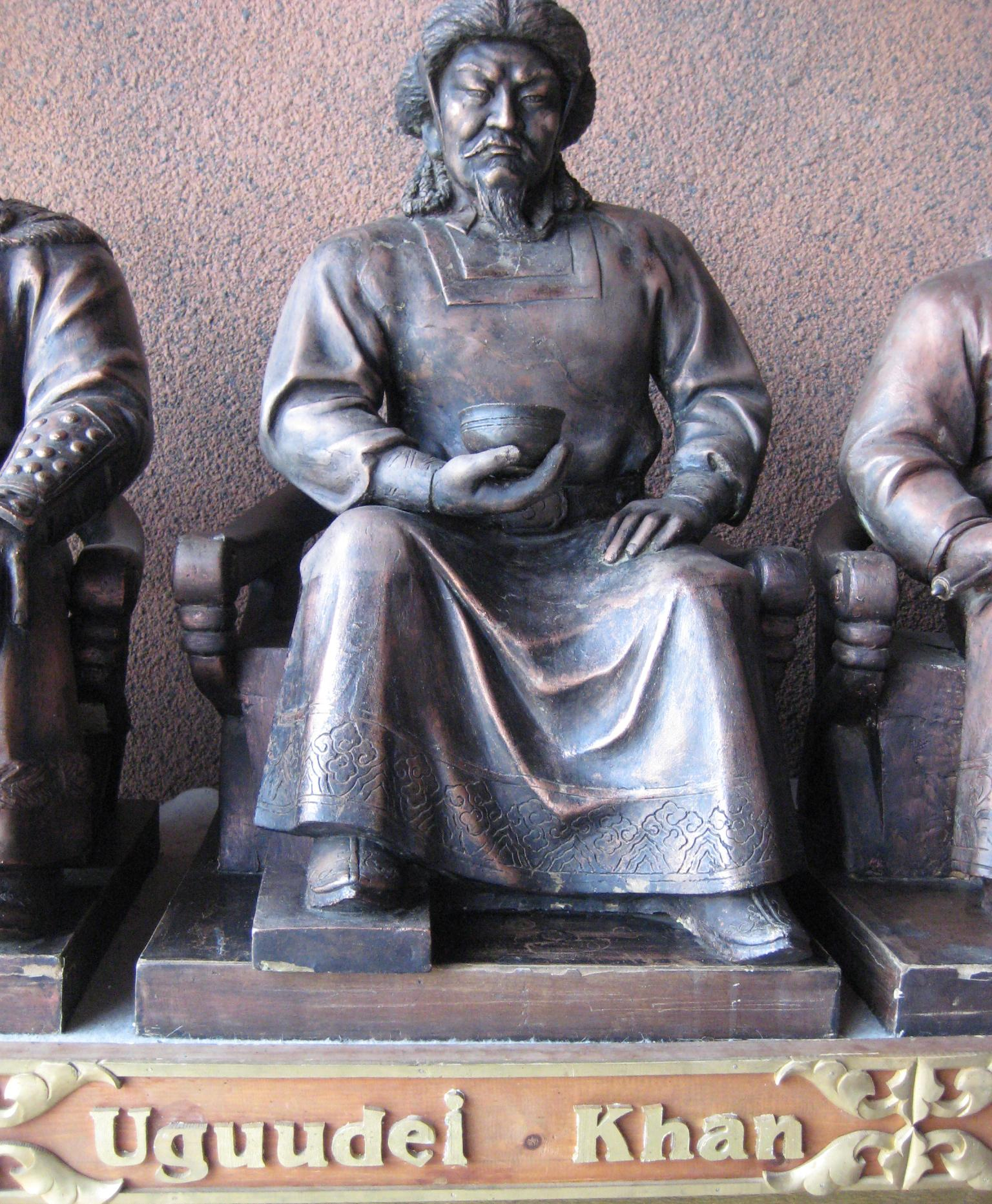
Статуя Угэдэя в Монголии

- В 2006 году перед Дворцом правительства Монголии был открыт памятник Угэдэю, наряду с Чингисханом и Хубилаем.
- В честь хана назван Boeing 737-800 EI-CSG монгольских авиалиний MIAT Mongolian Airlines.
- Угэдэй стал персонажем романа Исая Калашникова «Жестокий век» (1978) и фильма «Возрождение: Эртугрул» (2014—2019).